# Reginald Aldworth Daly
Reginald Aldworth Daly (Napanee, 18 maart 1871 – Cambridge (Massachusetts), 19 september 1957) was een Canadees geoloog en professor aan de Harvard-universiteit.

## Biografie
Daly kreeg zijn opleiding aan de Universiteit van Toronto, waar geoloog Arthur Philemon Coleman hem overhaalde om aardwetenschappen te gaan doceren in plaats van wiskunde. Hij behaalde zijn PhD aan de Harvard Universiteit, en werkte daarna in Duitsland en Frankrijk. Na als geoloog gewerkt te hebben voor de International Boundary Commission, die de grens tussen Canada en de Verenigde Staten zou vaststellen, werd hij professor. Hij gaf daarbij van 1912 tot 1942 leiding aan de faculteit Geologie van Harvard. In 1932 was hij voorzitter van de Geological Society of America.
Voor de International Boundary Commission werkte hij zes seizoenen aan het in kaart brengen van de grens vanaf de Grote Oceaan tot de Great Plains, een strook van 640 kilometer lang en 8 tot 17 km breed, met een oppervlakte van ruim 6000 km². De geologische beschrijving maakte hij zelf, maar hij had de hulp van een assistent en een aantal dragers en sorteerders. Hij verzamelde 1500 monsters van gesteenten en maakte 960 doorsneden met een Duitse polijsttechniek die hij als student had geleerd. Tijdens dit project werden meer dan 1000 foto's gemaakt, tientallen dieptemetingen in meren gedaan, hoogtekaarten gemaakt en morfologisch en bodemkundig onderzoek gedaan. In 1912 bood hij zijn eindrapport aan bij de Geological Survey of Canada, een verslag in drie delen dat hij North America Cordillera: 49th parallel noemde.  Dit onderzoek langs de 49e breedtegraad bracht hem tot het formuleren van de theorie van stollingsgesteenten, en tot het publiceren van Igneous Rocks and Their Origin in 1914.
Volgens Daly's biograaf James Natland, was Daly een van de eerste aanhangers van de theorie van Arthur Holmes en Alfred Wegener over het verschuiven van de continentale platen. Daly gaf zijn ideeën weer in zijn boek uit 1926, Our Mobile Earth, met op de titelpagina een citaat van Galileo Galileï: "En toch beweegt de aarde". Daly's theorie over verplaatsende continenten is deels gebaseerd op de gedachte, dat nadat de maan van de aarde was losgeraakt, bewegingen van de continenten ontstaan om de aarde weer in balans te brengen. Hij werkte dit verder uit in Strength and Structure of the Earth in 1940, waar Daly vooruitliep op aspecten van de platentektoniek, inclusief de introductie van een aardkorst en een bewegende basaltachtige onderlaag.
Ook stelde hij in 1946 de grote inslaghypothese van het ontstaan van de maan voor, die inging tegen twee overheersende opvattingen: George Darwins hypothese dat de maan door centrifugale kracht uit de aarde was weggeslingerd; en een andere dat de maan een door de aarde ingevangen asteroïde was. Daly paste de fysica van Isaac Newton toe om zijn standpunt te ondersteunen.
Daly ontving de Penrose Medal in 1935 en de Wollaston Medal in 1942. De William Bowie Medal kreeg hij in 1946. In 1950 werd hij buitenlands lid van de Koninklijke Nederlandse Academie van Wetenschappen. Het mineraal dalyiet, een krater op Mars en een krater op de maan werden naar hem genoemd. Zijn huis in Cambridge, Massachusetts, is begin 21e eeuw een National Historic Landmark.
- Gemeinsame Normdatei: 116019670
- International Standard Name Identifier: 0000 0000 8123 9750
- Library of Congress Control Number: n87831044
- Nationale Bibliotheek van Tsjechië: mub20251253935
- Nationale Bibliotheek van Israël: 987007272717005171
- Nederlandse Thesaurus van Auteursnamen: 072482818
- Istituto Centrale per il Catalogo Unico: GEAV002541
- SNAC: w6tb1dm4
- Système universitaire de documentation: 07471838X
- Trove: 805758
- Virtual International Authority File: 45043793
- WorldCat: E39PBJj8PDjQf8MRvQtB8gKPQq